# Киселёвка (Херсонская область)
Киселёвка (укр. Киселівка) — село в Херсонском районе Херсонской области Украины. До 2020 года относилось к Белозёрскому району. Входит в Чернобаевскую сельскую общину.
Население составляет 2494 человек (на 2001 год). В 2 км от Киселёвки находится железнодорожный разъезд «Чеховичи». Село расположено на трассе E58 между Николаевом и Херсоном.

## История

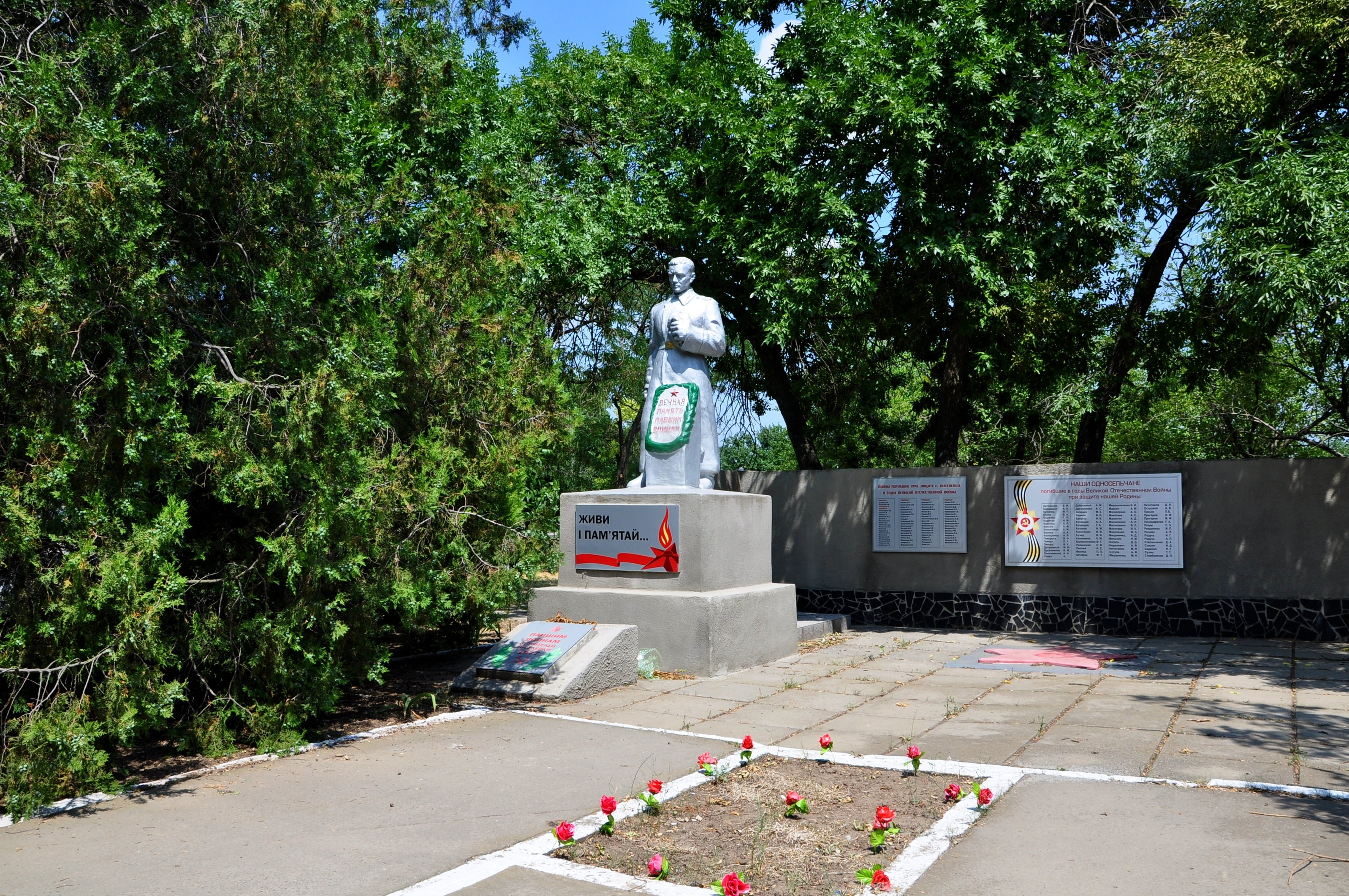
Памятник на братской могиле советских военных

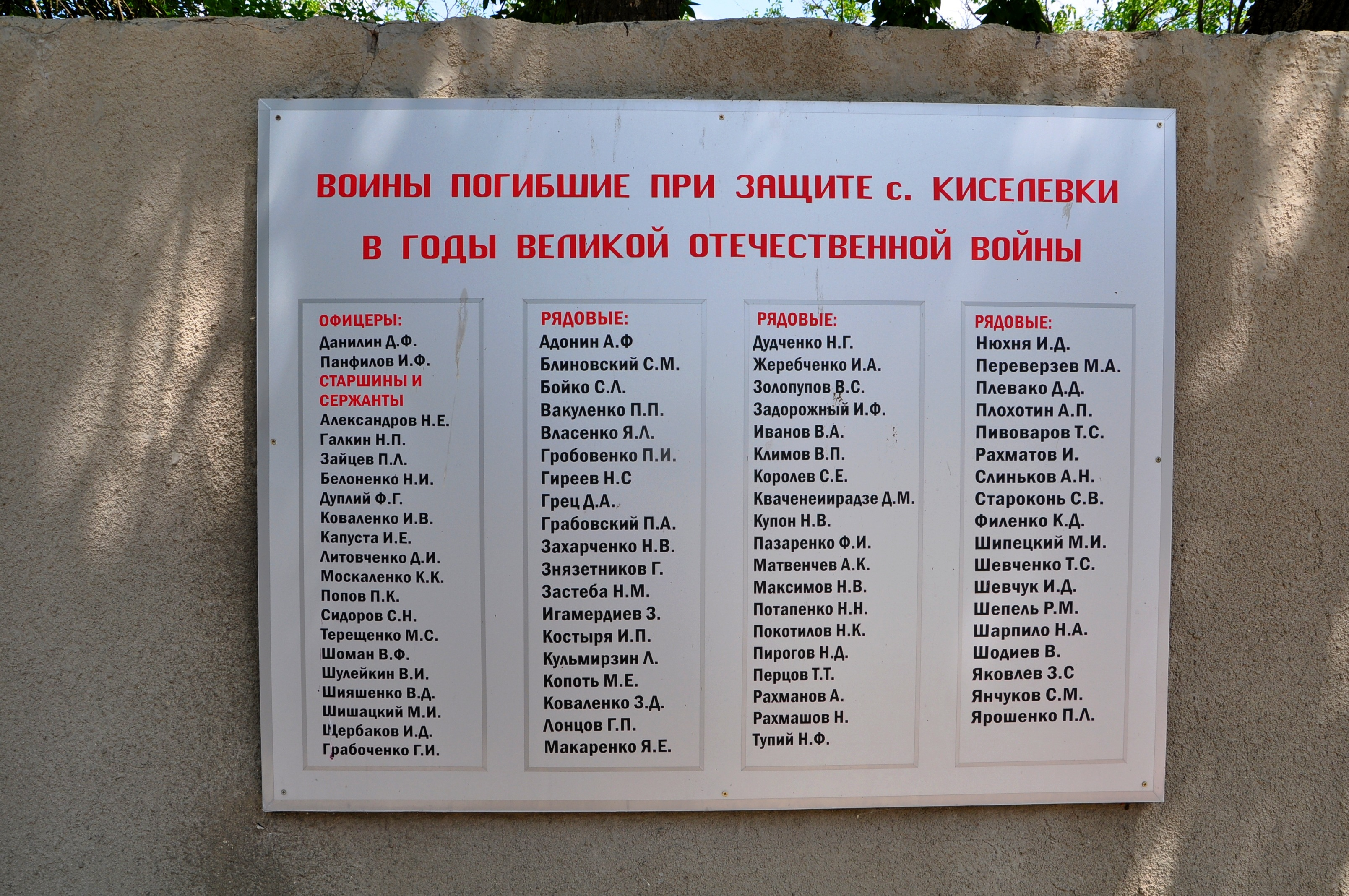
Список похороненных в братской могиле

Первое упоминание о Киселёвке датируется 1856 годом. Тогда в деревне имелось 26 дворов. На 1859 год на территории Киселёвки располагались хутора Русоловы, Ново-Кирилловка, Киселёва, Новиковы и Русаковы. Позднее данные хутора были обеднены в один населенный пункт. В 1886 году Киселёв хутор состоял из 127 дворов, где проживало 662 жителя, а также работало три лавки.
В январе 1918 года в селе была установлена советская власть и организован сельский совет, который возглавил Феодосий Дружина. В 1921 году была создана сельскохозяйственная артель беднейшего крестьянства. Спустя три года артель была реорганизована в сельскохозяйственную коммуну имени Г. И. Петровского, имевшую 180 десятин пахотной земли. На 1929 год в Киселёвке имелось четыре колхоза.
Во время Голодомора 1932—1933 годов в селе погибло не менее 24 человек. В годы Великой Отечественной войны из 206 жителей села, принимавших участие в боевых действиях, погибло 79. От нацистов Киселёвка была освобождена 14 марта 1944 года. В центре села расположена братская могила, где в 1944 году захоронено 80 советских военных.
В 1964 году был создан совхоз «Молодая гвардия», который на протяжении 16 лет возглавлял Николай Васильевич Гуман. Совхоз имел 6700 гектар пахотной земли. По состоянию на 1983 год в селе работала средняя школа (33 учителя и 527 ученика), две библиотеки, амбулатория, аптека, ясли-сад, торговый центр, девять магазинов, столовая, дом быта, отделение связи, сберкасса, телефонная станция. Был установлен памятник Владимиру Ленину. Среди жителей села членами КПСС к этому времени являлось 86 человек.
В октябре 1995 года Кабинет министров Украины утвердил решение о приватизации находившегося здесь совхоза. На 2010 год в селе действовало два сельхозпредприятия. Предприятие «Киселёвка» имело 1937 гектар пашни и 50 сотрудников, а предприятия «Оса-2» — 526 гектар пашни и 35 сотрудников. В 1993 году было создано предприятие по производству лака «Полимер-ЛАК».
По состоянию на 2010 год в селе работала школа, дом культуры, библиотека, амбулатория и шесть магазинов.
В ходе процесса объединения (укрупнения) районов Украины в рамках административно-территориальной реформы 2020 года Киселёвка была присоединена к Чернобаевской сельской общине Херсонскоого района. До 2020 года Киселёвка была центром Киселёвского сельского совета.
Во время вторжения России на Украину за село Киселёвка шли бои между украинской и российской армиями. В ноябре 2022 года поселок был освобождён ВСУ в ходе контрнаступления в Херсонской области.

## Население
- 1886 год — 662 человек[3]
- 1989 год — 2533 человек[13]
- 2001 год — 2494 человек[14].

### Языковой состав
Родной язык населения по данным переписи 2001 года:
| Язык       | Численность, чел. | Доля     |
| ---------- | ----------------- | -------- |
| Украинский | 2 363             | 94,75 %  |
| Русский    | 108               | 4,33 %   |
| Другое     | 23                | 0,92 %   |
| Итого      | 2 494             | 100,00 % |